# 路易莎·基亞拉
路易莎·基亞拉（1982年1月25日—）是一名安哥拉手球運動員，曾代表國家參加2012年倫敦奧運的女子手球比賽，並未獲得獎牌。